# Chassigny (Meteorit)
Koordinaten: 47° 43′ 0″ N, 5° 22′ 53″ O

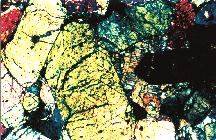
Dünnschliff im kreuzpolarisierten Licht des Meteoriten von Chassigny.

Chassigny ist der erste als Marsmeteorit identifizierte Meteorit.
Er fiel am 3. Oktober 1815 morgens zwischen 8:00 und 8:30 Uhr Ortszeit bei der Ortschaft Chassigny im Arrondissement Langres (Nordost-Frankreich) niederging. Erst in den 1980er Jahren wurde festgestellt, dass es sich bei dem geborgenen Material des Meteoriten um ein Stück Marsgestein handelt. Von der geschätzten ursprünglichen Masse des Meteoriten von geschätzt 8 kg wurden 4 kg geborgen, aber nur 570 Gramm sind heute der Wissenschaft erhalten.
Der Meteorit ist ein Dunit, der vorwiegend aus Olivin mit Einlagerung von Pyroxenen und Feldspat besteht.
Er ist das erste und namensgebende Beispiel (Prototyp) des ausgesprochen raren Marsmeteoriten-Subtyps Chassignit.
Die besondere Bedeutung dieser Meteoriten rührt daher, dass sich ihre Edelgaszusammensetzung im Gegensatz zu den meisten Marsmeteoriten von der aktuellen Marsatmosphäre unterscheidet.
Diese Unterschiede sind vermutlich auf seine kumulative (aus dem Mars-Mantel stammende) Natur zurückzuführen.

## Fundgeschichte

### Beobachtung
Am 3. Oktober 1815, gegen 10:00 Uhr, zog bei Chassigny ein Meteor durch den Himmel und ein schussähnliches Geräusch war zu hören. Ein Mann beobachtete das Phänomen während der Arbeit in einem Weinberg bei Chassigny und sah eine felsige Masse 400 m entfernt von ihm niedergehen, der Meteorit explodierte regelrecht beim Aufprall. Er brachte ein Stück davon mit ins Dorf, wo die Bewohner sich beeilten, ihrerseits weitere Bruchstücke zu bergen.
Ein anderer Zeuge behauptete, weitere Steine gesehen zu haben, die in alle Richtungen in die Luft geschleudert wurden. Ein zweiter großer Stein wurde tatsächlich eine Woche später in 160 m Entfernung vom ersten gefunden. Die Stelle, an der sich das Phänomen ereignete, befindet sich an einem Ort namens „Sous Prêle“ (am Feldweg „Chemin de sous Prêle“), auf halbem Weg zwischen Chassigny und dem „Bois de Moremaine“ genannten Wäldchen.

### Bergung und erste Analysen
Glücklicherweise untersuchte Dr. T. Pistollet, ein Arzt aus Langres, zwei Tage später den Ort des Geschehens und führte einer richtige Felduntersuchung zu dem von ihm vermuteten Meteoriten durch. Er konnte zahlreiche Fragmente einsammeln und so dafür sorgen, dass in den damals unruhigen Zeiten, in denen sich Napoleons Anhänger, Royalisten und Koalitionäre bekämpften, dieser Meteorit nicht in Vergessenheit geriet. Die registrierte Gesamtmasse von Chassigny – d. h. die Gesamtmasse aller von Herrn Pistollet gesammelten Fragmente – beträgt damit 4 Kilogramm, auch wenn nicht klar ist, ob alle Stücke genau gewogen wurden. Herr Pistollet ging davon aus, dass insgesamt etwa acht Kilogramm gefallen sind, und stützte sich dabei auf die fehlenden Teile eines ein Kilogramm schweren Exemplars, das er erhalten hatte. Heute sind von diesen ursprünglich gesammelten 4 kg nur noch heute weniger als ein Kilogramm erhalten.
Dr. Pistollet schickte eine Probe an die Akademie der Wissenschaften (Académie des sciences) nach Paris.
Der französische Chemiker Louis-Nicolas Vauquelin (1763–1829) bestätigte den außerirdischen Ursprung des Brockens und veröffentlichte die von ihm durchgeführte chemische Analyse.

## Mineralogische Analyse und Herkunft
Die Zusammensetzung von Chassigny wird von Olivin dominiert.
Der Meteorit Chassigny ist ein Olivin-Kumulat-Gestein (Dunit). Es besteht fast ausschließlich aus Olivin, dazwischen auch Pyroxen, Feldspat und Oxide.
Daher wieder die Chassigniten mit ihm als Typusexemplar verstanden als Marsmeteoriten, die ebenfalls hauptsächlich aus einem Kumulat von Olivinen bestehen.
Der Meteorit enthält jedoch mehrere Mineralien, die auf seine ursprüngliche mafische bis ultramafische Herkunft in einer mäßig wasserhaltigen und mäßig oxidierten Umgebung hinweisen.
Diese Merkmale unterscheiden sich deutlich von den meisten magmatischen, differenzierten Meteoriten (Achondriten), die in ihrer Gesamtheit offenbar von mehreren luftlosen Welten (wie Vesta und dem Mond) stammen.
Begleiterscheinungen des vorherrschenden Olivins sind Augit, Chromit, Rutil, Spinell und verschiedene andere; sie deuten auf einen Ursprung in einer Magmakammer in einiger Tiefe des ursprünglichen Mutterkörpers (englisch original parant body, OPB) hin.
Zudem sind Amphibole (wie Kaersutit) und bestimmte Sulfide (Pentlandit, Pyrit, Markasit) viel typischer für erdähnliche Umgebungen (wie dem Mars) als für die OPBs der meisten Achondrite.
Chassigny ist jedoch kein Erdgestein; seine Sauerstoffisotopenverhältnisse weisen ihn als Mitglied der Shergotty-Nakhla-Chassigny-Gruppe (SNC-Clan) von Marsmeteoriten aus.

### Prototyp
Chassigny war der erste als solcher identifizierte Marsmeteorit.
Dass die Mitglieder des SNC-Clans Marsmeteoriten sind, ist eine Schlussfolgerung, die zum ersten Mal gezogen wurde, als man in mehreren dieser Meteoriten kleine Gaseinschlüsse entdeckte, die praktisch identisch mit von den Viking-Landern im Marsboden entdeckten waren.
Eine genauere Untersuchung der NASA zeigte aber, dass sich seine Edelgaszusammensetzung im Gegensatz zu den meisten Marsmeteoriten von der aktuellen Marsatmosphäre unterscheidet.
Man vermutet daher, dass er aus tieferen Bereichen des Mars (Mantel) stammt, d. h. bei einem Aufprall mit großer Wucht herausgeschleudert worden sein könnte.
Einige Schockmerkmale und Schmelzeinschlüsse scheinen von (mindestens einem) Impaktereignis ableitbar zu sein.
Chassigny ist der speziell erste Meteorit, Prototyp und Namensgeber dieser als  Chassigniten bezeichneten Untergruppe der Marsmeteoriten, von denen bisher (Stand 5. Januar 2025) nur drei gefunden wurden.
Er war der einzige bekannte Chassignit, bis NWA 2737 („Diderot“) 2005 in der Sahara (Nordwestafrika, NWA) gefunden wurde; der dritte Chassignit ist der 2014 entdeckte Meteorit NWA 8694, ebenfalls aus Nordwestafrika.
Die Chassigniten stehen ihrerseits für das ‚C‘ im Namen des SNC-Clans (Shergottit, Nakhlit, Chassignit).
Die Chassignite sind jedoch nur eine kleine Teilmenge aller (mit Stand 2015) knapp 150 identifizierten Marsmeteoriten.
Merkwürdigerweise sind die Chassignite, die offenbar tief unter der Marskruste entstanden sind, im Allgemeinen nicht so stark geschockt wie einige der näher an der Marsoberfläche entstandenen Shergottite.

## Weiterführende Literatur
- James M. D. Day, Marine Paquet, Arya Udry, Frederic Moynier: A heterogeneous mantle and crustal structure formed during the early differentiation of Mars. In: Science Advances, Namd 10, Nr. 2231, Mai 2024; doi:10.1126/sciadv.adn9830 (englisch). Dazu:
  - Michelle Starr: Lost Piece of Mars Found on Earth Reveals an Ancient Volcanic Secret. Auf: sciencealert vom 1. Juni 2024.
  - Martian meteorites deliver a trove of information on Red Planet’s structure. Aud: EurekAlert! vom 31. Mai 2024.
  - Decoding the Red Planet’s Structure: Insights From Martian Meteorites. Aud: SciTechDaily vom 31. Mai 2024. Quelle: University of California, San Diego.